# Éva Orbán
Dans le nom hongrois Orbán Éva, le nom de famille précède le prénom, mais cet article utilise l’ordre habituel en français Éva Orbán, où le prénom précède le nom.
Éva Orbán (née le 29 novembre 1984 à Pápa) est une athlète hongroise, spécialiste du lancer de marteau.

## Biographie
Le 25 mai 2013, elle bat son record personnel et national en 73,44 m à Halle.

## Palmarès
| Date | Compétition           | Lieu     | Résultat | Marque  |
| ---- | --------------------- | -------- | -------- | ------- |
| 2011 | Universiade           | Shenzhen | 2e       | 71,33 m |
| 2012 | Championnats d'Europe | Helsinki | 7e       | 67,92 m |
| 2013 | Championnats du monde | Moscou   | 6e       | 72,70 m |

## Records
| Épreuve           | Marque       | Lieu  | Date        |
| ----------------- | ------------ | ----- | ----------- |
| Lancer du marteau | 73,44 m (RN) | Halle | 25 mai 2013 |